# 彼得罗·菲廖利
彼得罗·菲廖利（義大利語：Pietro Figlioli，1984年5月29日—），澳大利亚和意大利水球运动员。他先后代表澳大利亚、意大利参加2004年、2008年、2012年、2016年和2020年夏季奥林匹克运动会水球比赛。